# 小行星19857
小行星19857（19857 Amandajane）是一颗绕太阳运转的小行星，为主小行星带小行星。该小行星于2000年10月19日发现。

## 轨道参数
小行星19857的轨道半长轴为2.2997736 UA，离心率为0.085。